# Mahmoud Hassab Alla
Mahmoud Hassab Alla (né le 22 novembre 1986) est un joueur de handball qatarien d’origine égyptienne. Il évolue au sein du Al Sadd SC et de l'Équipe du Qatar de handball masculin.
Il participe notamment au Championnat du monde 2015.

## Palmarès

### Sélections
Championnats du monde
- médaillé d'argent au Championnat du monde 2015 au Qatar